# 美山村 (和歌山県)
美山村（みやまむら）は、和歌山県日高郡にあった村である。2005年5月1日に川辺町・中津村と合併して、日高川町となった。

## 地理

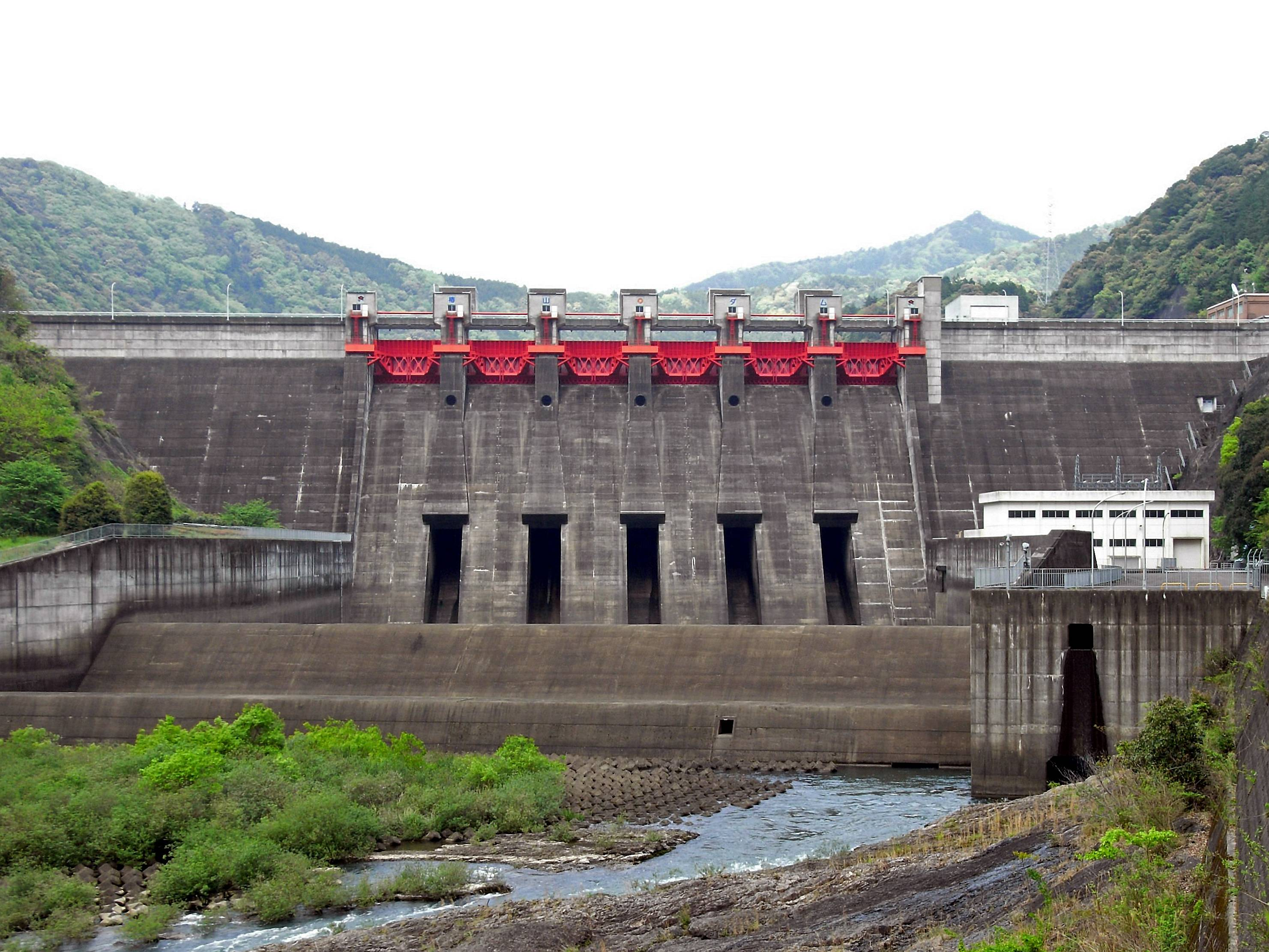
椿山ダム

和歌山県のほぼ中央に位置する。村のほとんどが山地となっており、林業や備長炭の生産がさかんだった。耕地は極めて少なく、日高川本流及び各支流に点在している。

### 隣接していた自治体
- 和歌山県
  - 日高郡 龍神村、印南町、中津村
  - 有田郡 金屋町、清水町

## 歴史
- 1956年（昭和31年）3月31日 - 寒川村・川上村が合併して発足。
- 2005年（平成17年）5月1日 - 川辺町・中津村と合併して日高川町が発足。同日美山村廃止。

## 姉妹都市・提携都市

### 国内
- 大阪狭山市（大阪府）
  - 2000年（平成12年）5月に友好都市提携

## 教育
- 小学校
  - 美山村立笠松小学校（現・日高川町立笠松小学校）
  - 美山村立川原河小学校（現・日高川町立川原河小学校）
  - 美山村立寒川第一小学校（現・日高川町立寒川第一小学校）
- 中学校
  - 美山村立美山中学校（現・日高川町立美山中学校）

## 交通

### 道路
- 一般国道
  - 国道424号
- 県道
  - 和歌山県道19号美里龍神線（未開通区間指定）
  - 和歌山県道26号御坊美山線
  - 和歌山県道29号田辺龍神線
  - 和歌山県道194号上初湯川皆瀬線

## 名所・旧跡・観光スポット・祭事・催事
- 美山温泉
- みやまの里
- 美山漕艇場
- 紀の国美山マラソン